# Fürstenstein
Fürstenstein je obec v německé spolkové zemi Bavorsko, v zemském okrese Pasov ve vládním obvodu Dolní Bavorsko.
Žije zde přibližně 3 600 obyvatel.

## Sousední obce
Aicha vorm Wald, Eging am See, Neukirchen vorm Wald, Tittling, Thurmansbang